# Emiliano Llamas Bustamante
Emiliano Llamas Bustamante (15 de marzo de 1856, Sahagún, León - 30 de octubre de 1928, Sahagún León) fue un médico, subdelegado de medicina en la comarca de Sahagún, activo republicano y expresidente del Círculo de Recreo de Sahagún.

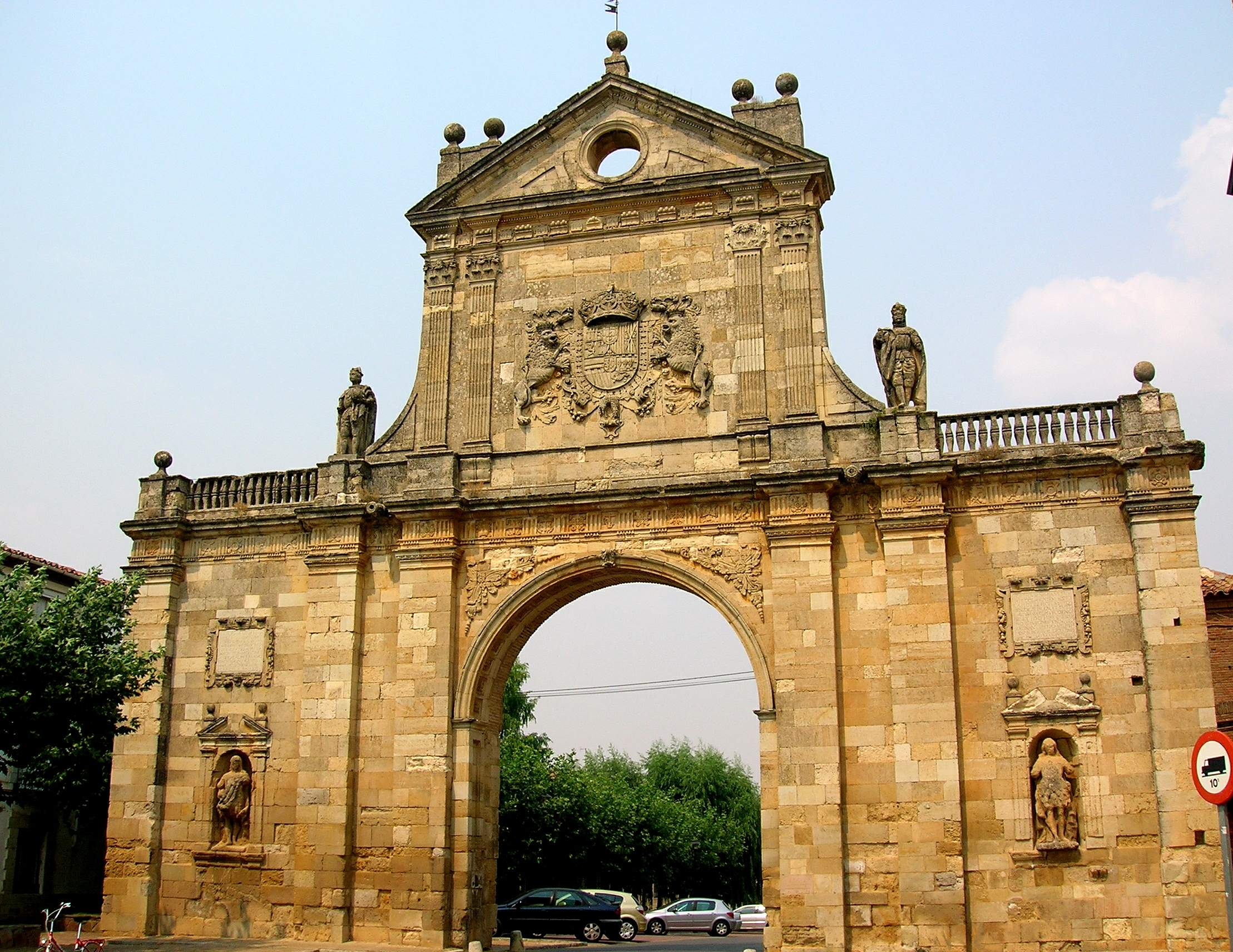
El Arco de San Benito (Sahagún). El médico Emiliano Llamas fue un burgués y activo republicano del Sahagún de finales del y principios del

Casado con Candelas Torbado Flórez, tanto él como sus hijos contribuían con las Colonias Escolares de inspiración krausista. Las Colonias Escolares Leonesas fueron impulsadas por la Institución Libre de Enseñanza. Se pretendía una renovación pedagógica basada en el conocimiento científico y la protección de la infancia como base de transformación de la sociedad. Quienes apoyaban económicamente esta iniciativa, entre ellos los Llamas Torbado, eran los elementos más progresistas de la burguesía local. Emiliano Llamas ejerció la medicina en Joara, Cea, Grajal de Campos y Sahagún.
Emiliano Llamas Bustamante fue dirigente del Partido Republicano Autónomo Leonés. Tal como detalla "El País", en abril de 1913 pertenece al directorio provincial del partido: “Partido Republicano Autónomo Leonés. Representantes de Sahagún: D. Gerardo del Corral, don Emiliano Llamas, don Benito Bermejo y don Bonifacio Robles, de los republicanos de aquella villa. El Directorio provincial: De Sahagún D. Emiliano Llamas y don Gerardo del Corral. En la Mesa participa D. Benito Bermejo, representante de Sahagún, como miembro más joven”.

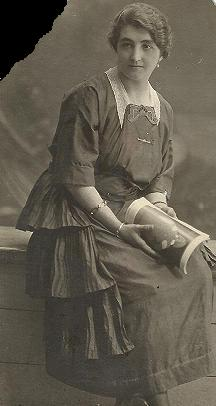
La hija de Emiliano Llamas Bustamante, Candelas Llamas Torbado, fue la esposa del reputado matemático José del Corral y Herrero.

Entre sus hijos se encontraba el farmacéutico de Vitoria Ángel Llamas Torbado que sería el abuelo de María Eugenia Llamas (actriz), María Victoria Llamas (periodista) y José Ángel Llamas (actor) ya que el padre de estos, José María Llamas Olaran, y su hermano, el actor Rafael Llamas Olaran, emigraron a México durante la Guerra Civil Española. Otra hija de Emiliano Llamas, Candelas Llamas Torbado, contraería matrimonio con el matemático José del Corral y Herrero, padres del profesor mercantil afincado en Palencia Agustín del Corral Llamas. Otras hijas suyas fueron Carmen y Justa Llamas Torbado. De esta última se conserva una escribanía de la época que heredaría el nieto de Emiliano Llamas Bustamante, Agustín del Corral Llamas, y que luego pasaría a manos, a su vez, del nieto de este último, el experto en Lingüística Miguel Á. del Corral.
Hermano suyo fue Cayo Llamas Bustamante, que fue director de la sucursal del Banco de España en Santiago de Compostela y que estaba casado con Paulina del Corral Flórez, hermana de su consuegro Lucinio del Corral y Flórez.